# Coccidea

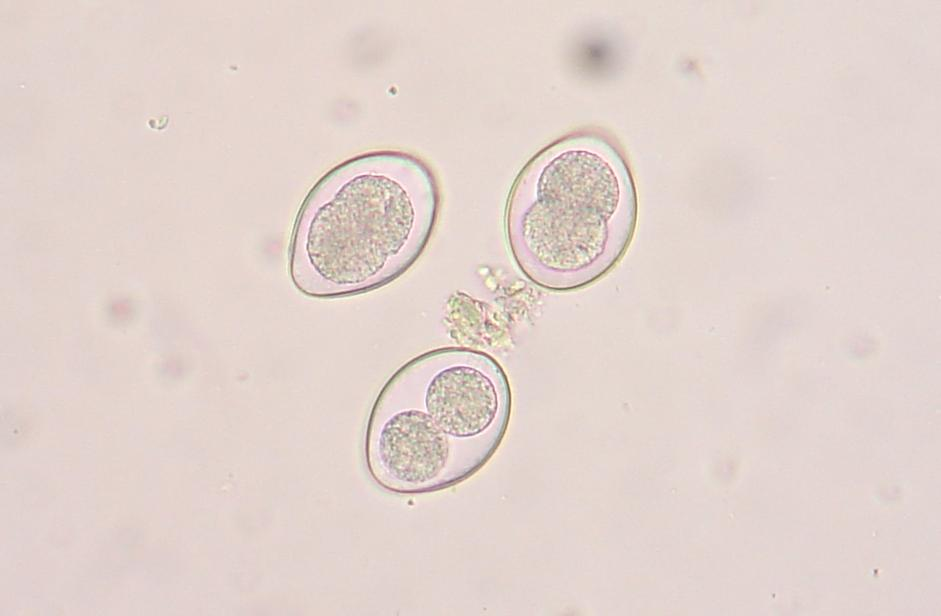
Ooquistes de Coccidia.

Los coccidios es un grupo de protozoos muy amplio, aunque en general este término se emplea para denominar a parásitos intestinales de ciclo directo del género Eimeria, cuyas formas de resistencia se denominan ooquistes. Por extensión también se usa este término a otros géneros próximos que también eliminan ooquistes en heces, pero raramente se aplica a otros parásitos de este grupo.
- Datos: Q5775821